# Bonifacio del Carril
Bonifacio del Carril (Buenos Aires, 1911 - 1994) foi um advogado, diplomata, historiador e escritor argentino.

## Biografia
Doutor em direito pela Universidade de Buenos Aires, foi Subsecretário do Interior em 1944 (presidente [Gral Ramirez]), ministro de Relações Exteriores em 1962 (presidente [Jose Maria Guido]) e embaixador extraordinário ante as Nações Unidas em 1965 (presidente Arturo Illia), para o debate sobre as Ilhas Malvinas que culminou com a Resolução 2065, um triunfo diplomático argentino.
Em 1992 recebeu o Prêmio Consagração Nacional em ciências históricas e sociais.

## Obras
- Buenos Aires frente al país (1944) (em espanhol)
- Los Mendoza (1954) (em espanhol)
- La expedición Malaspina en los mares americanos del Sur (1961) (em espanhol)
- Monumenta Iconographica: Paisajes, ciudades, tipos, usos y costumbres de la Argentina 1536-1860 (1964) (em espanhol)
- Iconografía del general San Martín (1971) (em espanhol)
- Iconografía de Buenos Aires (1982) (em espanhol)
- La cuestión de las Malvinas (1982) Biblioteca Argentina de Historia y Política ISBN 950-614-445-1 (em espanhol)
- Los indios en la Argentina (1992) (em espanhol)
- El gaucho (1993) (em espanhol)